# Пощенска кутия
Пощенска кутия е метална или дървена кутия, в редки случаи каменна, предназначена за събиране на пощата – писма, списания, пощенски картички. Някои пощенски кутии могат да се заключват, други – не. Един особен вид пощенска кутия е малък хоризонтален процеп, направен на самата пътна врата.

## Видове
- За входяща кореспонденция – събира пощата, предназначена за отделен абонат, обикновено по местоживеене, но може да бъде също така и абонаментна пощенска кутия в пощенска станция.
- За изходяща кореспонденция – тези кутии обикновено са по-големи и са разположени на стратегически места по улиците, където е удобно на хората да пускат писмата за изпращане. От външната им страна е указано времето на събиране на пратките. В София съществуват и вградени пощенски кутии от външната страна на трамваите до първа или втора врата.